# Manuel Gutiérrez Mellado

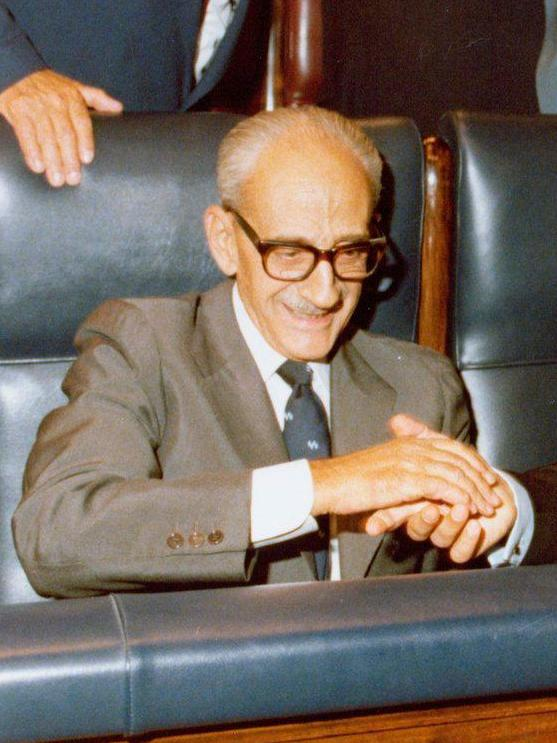
Manuel Gutiérrez Mellado (12. September 1980)

Manuel Gutiérrez Mellado (* 30. April 1912 in Madrid; † 15. Dezember 1995 in Torremocha del Campo, Provinz Guadalajara) war ein spanischer Offizier und Politiker der Union des Demokratischen Zentrums UCD (Unión de Centro Democrático), der als Generalleutnant nach dem Ende der Franco-Diktatur er 1976 Chef des Generalstabes des Heeres (Ejército de Tierra) war. In der Übergangsregierung Suárez (1976 bis 1977), im Kabinett Suárez II (1977 bis 1979) sowie im Kabinett Suárez III (1979 bis 1981) fungierte er als Vize-Ministerpräsident beziehungsweise ab 1977 als Erster Vize-Ministerpräsident. Beim Putsch vom 23. Februar 1981 forderte er im Parlamentssaal als Generalleutnant und ranghöchster anwesender Militär die Putschisten scharf auf, die Waffen niederzulegen. Nach seinem Ausscheiden aus der Regierung wurde ihm der Ehrentitel eines Generalkapitäns verliehen und er wurde darüber hinaus 1984 zum Mitglied des Staatsrates (Consejo de Estado) ernannt.

## Leben
Manuel Gutiérrez Mellado wurde früh Waise, nachdem sein Vater 1916 und seine Mutter 1920 verstorben sind. Nach dem Besuch der Escuelas Pías de San Antón in Madrid begann er 1929 eine Offiziersausbildung an der Militärakademie (Academia General Militar) in Saragossa und wurde nach deren Beendigung 1933 als Leutnant der Artillerie des Heeres (Ejército de Tierra) übernommen. Er war zudem Absolvent der Akademie der Artillerie (Academia de Artillería de Segovia) in Segovia und war zwischen 1935 und 1937 Mitglied der faschistischen Falange. Er nahm auf Seiten der Putschisten unter General Francisco Franco am Spanischen Bürgerkrieg (17. Juli 1936 bis 1. April 1939) teil.
Gutiérrez Mellado wurde 1937 Mitglied der aus der Falange hervorgegangenen Falange Española de las Juntas de Ofensiva Nacional Sindicalista (FE de las JONS), der spanischen Falangisten der Vereinigungen der Nationalsyndikalistischen Offensive. Im Zuge seiner militärischen Laufbahn fand er in der Folgezeit zahlreiche Verwendungen als Offizier und Stabsoffizier des Heeres und wurde für seine Verdienste während der Franco-Diktatur 1972 mit dem Großkreuz des Luftwaffen-Verdienstkreuzes (Mérito Aeronáutico), 1973 mit dem Großkreuz des Seeverdienstkreuzes mit weißem Abzeichen (Mérito Naval con distintivo blanco), 1974 mit dem Großkreuz des Ordens des heiligen Hermenegild (Orden de San Hermenegildo) sowie 1975 mit Großkreuz des Militärverdienstkreuzes mit weißem Abzeichen (Mérito Militar con distintivo blanco) ausgezeichnet. Als Nachfolger von Luis Serena war er vom 6. Juni 1975 bis zu seiner Ablösung durch Luis Otero am 23. April 1976 Delegierter der Regierung in Ceuta und übernahm nach dem Ende der Franco-Diktatur als Generalleutnant am 7. April 1976 von General Emilio Villaescusa Quilis den Posten als Chef des Generalstabes des Heeres (Jefe del Estado Mayor Central del Ejército). Er verblieb auf diesem Posten bis zum 23. September 1976 und wurde daraufhin von General Ramón Cuadra Medina abgelöst.

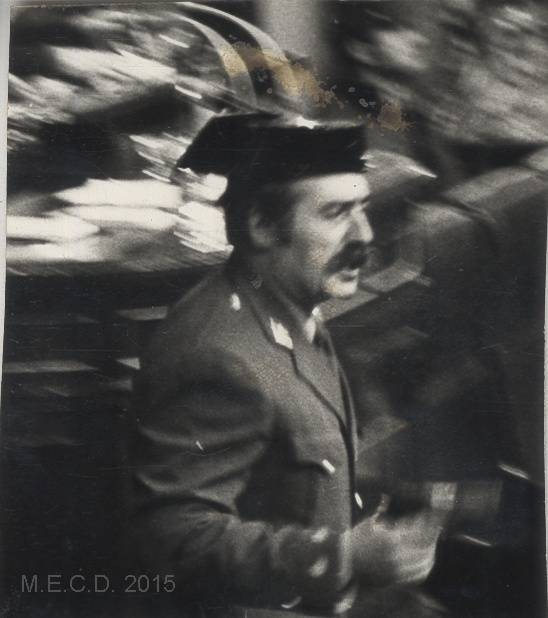
Oberstleutnant Antonio Tejero beim Putsch vom 23. Februar 1981 im Parlamentssaal.

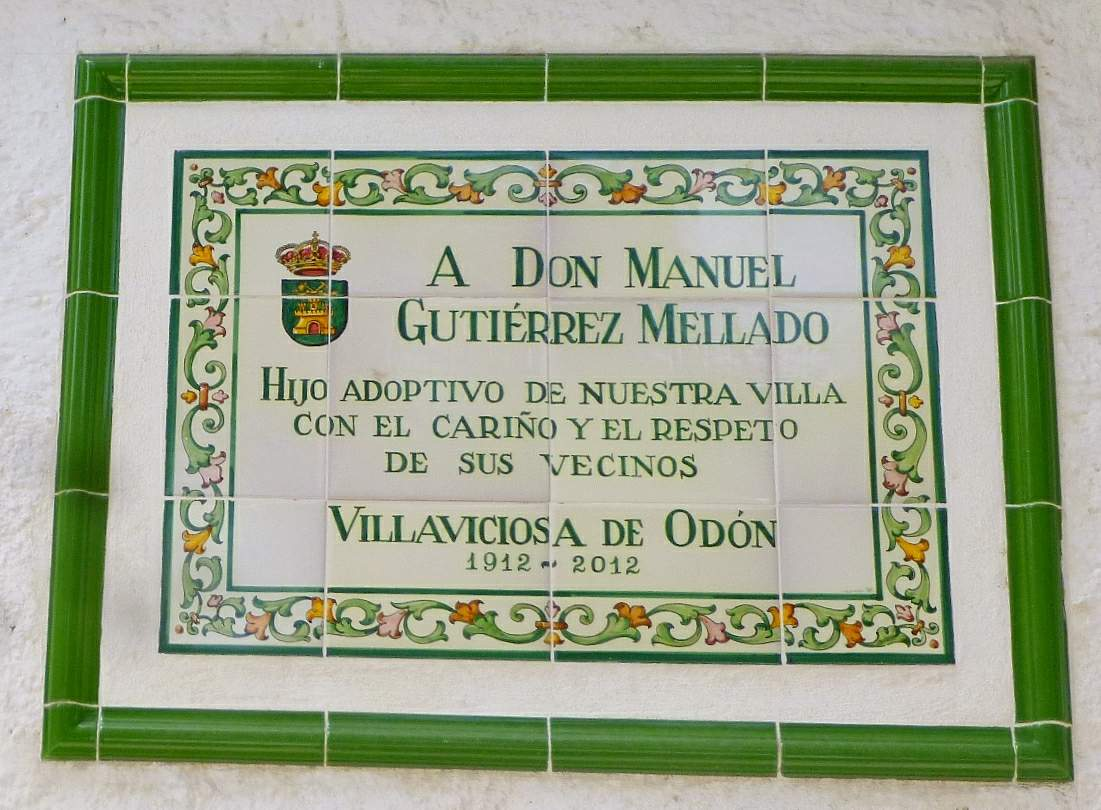
Gedenktafel anlässlich des hundertsten Geburtstages von Manuel Gutiérrez Mellado in Villaviciosa de Odón, deren Ehrenbürger er war (2012).

Im Anschluss wurde Manuel Gutiérrez Mellado am 23. Februar 1976 in die Übergangsregierung Suárez und übernahm als Nachfolger von Fernando de Santiago y Díaz de Mendívil den Posten als Vize-Ministerpräsident (Vicepresidente del Consejo de Ministros). Er fungierte zwischen dem 4. Juli 1977	und dem 6. April 1979 im Kabinett Suárez II sowie vom 6. April 1979 bis zum 25. Februar 1981 auch im Kabinett Suárez II als Erster Vize-Ministerpräsident (Vicepresidente primero del Gobierno). Er war ferner zwischen dem 22. September 1976 und dem 5. April 1979 in der Übergangsregierung sowie im zweiten Kabinett Suárez Minister ohne Geschäftsbereich (Ministro sin cartera). Im zweiten Kabinett Suárez fungierte Gutiérrez, der 1977 Mitglied der Union des Demokratischen Zentrums UCD (Unión de Centro Democrático) wurde, vom 4. Juli 1977 bis zum 5. April 1979 zudem auch als Verteidigungsminister (Ministro de Defensa). Zuletzt war er vom 6. April 1979 bis zum 25. Februar im dritten Kabinett Suárez als Erster Vize-Ministerpräsident zuständig für Sicherheit und Verteidigung. 1978 wurde er des Weiteren mit dem Großkreuz des Orden Militar de Avis ausgezeichnet.
Am 23. Februar 1981 kam es zum „El Tejerazo“, ein missglückter Putschversuch von Teilen der Guardia Civil und des Militärs, die Demokratie in Spanien zu beenden und eine neuerliche Diktatur zu errichten. Dabei spielte Manuel Gutiérrez Mellado eine zentrale Rolle: Nachdem Oberstleutnant Antonio Tejero mit zwei mit Maschinenpistolen bewaffneten Hundertschaften der Guardia Civil um 18:23 Uhr das Parlament (Cortes Generales), das sich gerade in der Wahl des neuen Ministerpräsidenten befand, und die Sitzung unterbrach. Es entstand das Weltpressefoto des Jahres 1981 des Fotografen Manuel Pérez Barriopedro, das zeigt, wie der Putschist Antonio Tejero mit einer Pistole in der Hand am Rednerpult steht. Das Geschehen wurde live im Radio übertragen. Fernsehkameras hielten fest, wie ein Tumult entstand, als Gutiérrez Mellado zum Rednerpult eilte, nach einer Erklärung verlangte und als Generalleutnant und ranghöchster anwesender Militär die Putschisten scharf aufforderte, die Waffen niederzulegen. Um für Ruhe zu sorgen, befahlen die Putschisten den Abgeordneten, sich auf den Boden zu legen („al suelo“), und schossen einige MP-Salven in die Luft. Daraufhin duckten sich die Abgeordneten hinter ihren Pulten, lediglich drei blieben stehen bzw. auf ihren Plätzen sitzen: Vizepräsident Mellado, der noch geschäftsführende Ministerpräsident Adolfo Suárez sowie Kommunistenführer Santiago Carrillo, der scheinbar unbeeindruckt eine Zigarette rauchte. In den Fernsehaufnahmen ist deutlich zu sehen, wie Ministerpräsident Suárez ihn zunächst zurückhalten will, aus der Regierungsbank zu Tejero zu gehen und dieser ihn anschließend in den Nacken greift und bedrängt. Für seine Verdienste wurde ihm 1981 das Großkreuz des Ordens Karls III. (Orden de Carlos) verliehen.
Nach seinem Ausscheiden aus der Regierung wurde ihm der Ehrentitel eines Generalkapitäns verliehen und er wurde darüber hinaus 1984 zum Mitglied des Staatsrates (Consejo de Estado) ernannt. Ferner bekam er 1992 den Orden für Verdienste um die Verfassung (Orden del Mérito Constitucional) verliehen. Aus seiner 1938 geschlossenen Ehe mit Carmen Blasco gingen vier Kinder hervor. Er starb bei einem Verkehrsunfall auf der Autobahn zwischen Madrid und Guadalajara, als er gerade auf dem Weg zu einer Anti-Drogen-Veranstaltung war.

## Veröffentlichungen
- Al servicio de la Corona. Palabras de un militar, Madrid, Ibérico Europea de Ediciones, 1981, ISBN 84-256-0364-1
- Un soldado de España. Conversaciones con Jesús Picatoste, Barcelona, Argos Vergara, 1983, ISBN 84-7178-533-1
- Mit Leonardo Cáceres: La Defensa de Europa. OTAN sí, OTAN no, Barcelona, Argos Vergara, 1984, ISBN 84-7178-787-3

## Hintergrundliteratur
- Fernando Puell: Gutiérrez Mellado. Un militar del siglo XX, Madrid, Biblioteca Nueva, 1997, ISBN 84-7030-488-7